# Захист від несанкціонованого копіювання
Захист від копіювання — система заходів, спрямованих на протидію несанкціонованому копіюванню інформації, як правило, представленої в електронному вигляді (даних або коду пропрієтарного програмного забезпечення).
При захисті можуть використовуватися організаційні, юридичні та технічні засоби.
Перевагою технічних заходів захисту є можливість запобігання несанкціонованому копіюванню.
У ряді випадків копіювання дозволено законодавством (наприклад, резервне). Однак визначити її законність тільки технічними засобами неможливо (приклад — Windows Genuine Advantage: було зафіксовано безліч помилкових спрацьовувань). Тому технічні засоби захисту авторських прав часто забороняють будь-яке копіювання, створюючи незручності користувачам, за що піддаються критиці з боку правозахисників.

## Організаційні заходи захисту
Основна ідея організаційних заходів захисту полягає в тому, що повноцінне використання продукту неможливе без відповідної підтримки з боку виробника.

## Правові заходи захисту
Передбачена відповідальність, згідно з чинним законодавством, як за використання контрафактних примірників програм для ЕОМ і баз даних, так і за подолання технічних засобів захисту, які застосовувались.

## Технічні заходи захисту

### Захист аудіо треків
Ряд виробників портативних плеєрів захищають від копіювання музику шляхом використання відомих тільки їм протоколів обміну між електронним музичним магазином і програвачем. В результаті куплена музика може прослуховуватися тільки з їх вказаного пристрою і, навпаки, закачати музику на плеєр можна тільки з використанням програмного забезпечення з їх Music Store. Це створює деякі незручності кінцевим користувачам.

### Захист аудіо компакт-дисків
Компакт-диски не повністю відповідають специфікації Red Book, через що (теоретично) диск повинен читатися на плеєрах і не читатися на комп'ютерних приводах CD-ROM. На практиці такі диски читаються на деяких приводах і, навпаки, не читаються на деяких плеєрах. Фірма Philips, яка володіє маркою «Compact Disc Digital Audio», відмовилася ставити її на захищених дисках. З таких захистів відомі Cactus Data Shield і Copy Control.
У 2005 фірма Sony BMG використала свій метод захисту компакт-дисків, відомий як Extended Copy Protection (XCP). Диски з XCP мають додаткову доріжку з даними, і при першій установці в системах сімейства Microsoft Windows встановлюють приховану програму, яка забороняє копіювання дисків. Оскільки ця програма ставиться незалежно від бажання користувача, маскується і перешкоджає своєму видаленню, багато незалежних дослідників охарактеризували її як руткіт, тобто шкідливу програму. В результаті скандалу Sony запропонувала програму-деінсталлятор та безкоштовну заміну дисків з XCP, але не всі проблеми були вирішені. Системи з ОС, відмінної від Windows, не схильні до цієї небезпеки.
У аудіодисків, відео, книг і подібних носіїв є «аналоговий пролом»: якщо музику можна відтворити, то її можна і записати. Якщо текст можна прочитати, то його можна і сфотографувати. У такому разі деякі компанії використовують ТЗЗАП[що це?], що знижують якість відтворення, тобто якість самого продукту.

### Захист програмного забезпечення
Захист програмного забезпечення в переважній більшості випадків проводиться від нелегального використання. Однак випадки захисту від копіювання теж мають місце.

## Методи обходу технічних заходів захисту від копіювання
- Копіювання захищеного диска спеціальними програмами.
- Емуляція диска — спеціальний драйвер створює логічний диск, який програма приймає за ліцензійний. Часто застосовується варіант цього методу під назвою «Mini Image», коли емулюючий драйвером диск має маленький розмір ( мегабайт), тим не менш, ПЗ визнає його ліцензійним.

## Проблема «краще, ніж легальне»
Це одна з фундаментальних проблем захисту від копіювання. Полягає вона в тому, що система захисту від копіювання неминуче створює користувачеві незручності, і тому, з точки зору користувача, копія, з якою захист знятий, навіть якщо і незаконно, в якомусь сенсі краще ліцензійної. Наприклад:
- З жорсткого диска дані/програма завантажується швидше, ніж з зовнішнього носія.
- Цілісність зовнішнього носія може порушитися.
- Якщо не використовувати зовнішніх носіїв, час роботи ноутбука істотно збільшується.
- На деяких комп'ютерах може не виявитися відповідного пристрою читання / порту.
- Мобільний додаток зникне після перепрошивки телефону, і немає можливості зробити його резервну копію.
- Захищену музику, закачану на портативний плеєр, неможливо прослухати, наприклад, з домашнього ПК.
- Апаратні технології захисту призводять до подорожчання пристроїв.

## Дивись також
- Технічні засоби захисту авторських прав
- Злом програмного забезпечення
- Прапор свободи слова